# Epipagis forsythae
Epipagis forsythae là một loài bướm đêm trong họ Crambidae.